# Baiacu-dulcícola
O Baiacu-dulcícola (Tetraodon fluviatilis) é uma espécie do gênero Tetraodon. De acordo com a IUCN, encontra-se em estado pouco preocupante, sem maiores ameaças para a espécie.